# Arcytophyllum macbridei
Arcytophyllum macbridei là một loài thực vật có hoa trong họ Thiến thảo. Loài này được Standl. mô tả khoa học đầu tiên năm 1936.